# 1954-es labdarúgó-világbajnokság (4. csoport)
Az 1954-es labdarúgó-világbajnokság 4. csoportjának mérkőzéseit június 17. és június 23. között játszották. A csoportban Anglia, Belgium, Olaszország és Svájc szerepelt.
Minden csapat két-két mérkőzést játszott, amolyan csonka lebonyolítási rendszerben. Pontegyenlőség esetén a második és a harmadik helyezett játszott még egyszer egymás ellen. Ha az első és a második helyezett között alakult ki pontegyenlőség, akkor sorsolással döntötték el a csoportelsőség kérdését. A csoportból Anglia és Svájc jutott tovább az első két helyen. A mérkőzéseken összesen 23 gól esett. 

## Végeredmény
| Csapat      | Pont | Mérk | Gy | D | V | G+ | G- | +/- |
| ----------- | ---- | ---- | -- | - | - | -- | -- | --- |
| Anglia      | 3    | 2    | 1  | 1 | 0 | 6  | 4  | +2  |
| Svájc       | 2    | 2    | 1  | 0 | 1 | 2  | 3  | -1  |
| Olaszország | 2    | 2    | 1  | 0 | 1 | 5  | 3  | +2  |
| Belgium     | 1    | 2    | 0  | 1 | 1 | 5  | 8  | -3  |

## Mérkőzések

### Svájc – Olaszország
| 1954, június 17. 17: 50 (CET) |

| Svájc                 | 2–1               | Olaszország   |
| --------------------- | ----------------- | ------------- |
| Ballaman 18' Hügi 78' | (1–1) Jegyzőkönyv | Boniperti 44' |

| Stade Olympique, Lausanne Nézőszám: 42 000 Játékvezető: Mário Vianna (brazil) Asszisztensek: Manuel Asensi (spanyol), Esteban Marino (uruguayi) |

| Svájc | Olaszország |

|                      |    |                  |
| GK                   | 2  | Eugène Parlier   |
| DF                   | 7  | André Neury      |
| DF                   | 14 | Willy Kernen     |
| DF                   | 5  | Marcel Flückiger |
| MF                   | 4  | Roger Bocquet    |
| MF                   | 9  | Charles Casali   |
| FW                   | 16 | Robert Ballaman  |
| FW                   | 22 | Roger Vonlanthen |
| FW                   | 18 | Josef Hügi       |
| FW                   | 20 | Eugen Meier      |
| FW                   | 17 | Jacques Fatton   |
| Szövetségi kapitány: |    |                  |
| Karl Rappan          |    |                  |

| GK                   | 1  | Giorgio Ghezzi      |
| DF                   | 2  | Guido Vincenzi      |
| DF                   | 3  | Giovanni Giacomazzi |
| MF                   | 4  | Maino Neri          |
| MF                   | 5  | Omero Tognon        |
| MF                   | 6  | Fulvio Nesti        |
| FW                   | 7  | Ermes Muccinelli    |
| FW                   | 19 | Giampiero Boniperti |
| FW                   | 9  | Carlo Galli         |
| FW                   | 8  | Egisto Pandolfini   |
| FW                   | 11 | Benito Lorenzi      |
| Szövetségi kapitány: |    |                     |
| Czeizler Lajos       |    |                     |

### Anglia – Belgium
| 1954, június 17. 18: 10 (CET) |

| Anglia                            | 4–4 (h. u.)            | Belgium                                        |
| --------------------------------- | ---------------------- | ---------------------------------------------- |
| Broadis 26' 63' Lofthouse 36' 91' | (2–1, 3–3) Jegyzőkönyv | Anoul 5' 71' Coppens 67' Dickinson 94' (öngól) |

| St. Jakob stadion, Bázel Nézőszám: 15 000 Játékvezető: Emil Schmetzer (NSZK) Asszisztensek: Karl Buchmüller (svájci), Wilhelm Rufli (svájci) |

| Anglia | Belgium |

| GK                   | 1  | Gil Merrick      |
| RB                   | 2  | Ron Staniforth   |
| LB                   | 3  | Roger Byrne      |
| RH                   | 4  | Billy Wright     |
| CH                   | 5  | Syd Owen         |
| LH                   | 6  | Jimmy Dickinson  |
| OR                   | 7  | Stanley Matthews |
| IR                   | 8  | Ivor Broadis     |
| CF                   | 9  | Nat Lofthouse    |
| IL                   | 10 | Tommy Taylor     |
| OL                   | 11 | Tom Finney       |
| Szövetségi kapitány: |    |                  |
| Walter Winterbottom  |    |                  |

| GK                   | 1  | Léopold Gernaey      |
| DF                   | 2  | Marcel Dries         |
| DF                   | 3  | Alfons Van Brandt    |
| DF                   | 4  | Constant Huysmans    |
| MF                   | 5  | Louis Carré          |
| MF                   | 6  | Victor Mees          |
| FW                   | 11 | Joseph Mermans       |
| FW                   | 8  | Denis Houf           |
| FW                   | 9  | Henri Coppens        |
| FW                   | 10 | Léopold Anoul        |
| FW                   | 16 | Pieter Van Den Bosch |
| Szövetségi kapitány: |    |                      |
| Doug Livingstone     |    |                      |

### Olaszország – Belgium
| 1954, június 20. 17: 00 (CET) |

| Olaszország                                                  | 4–1               | Belgium   |
| ------------------------------------------------------------ | ----------------- | --------- |
| Pandolfini 41' (11-esből) Galli 48' Frignani 58' Lorenzi 78' | (1–0) Jegyzőkönyv | Anoul 81' |

| Cornaredo stadion, Lugano Nézőszám: 25 000 Játékvezető: Erich Steiner (osztrák) Asszisztensek: Raymond Vincentini (francia), Emil Schmetzer (NSZK) |

| Olaszország | Belgium |

|                      |    |                     |
| GK                   | 1  | Giorgio Ghezzi      |
| DF                   | 13 | Ardico Magnini      |
| DF                   | 3  | Giovanni Giacomazzi |
| MF                   | 4  | Maino Neri          |
| MF                   | 5  | Omero Tognon        |
| MF                   | 6  | Fulvio Nesti        |
| FW                   | 7  | Ermes Muccinelli    |
| FW                   | 19 | Giampiero Boniperti |
| FW                   | 9  | Carlo Galli         |
| FW                   | 10 | Gino Cappello       |
| FW                   | 21 | Amleto Frignani     |
| Szövetségi kapitány: |    |                     |
| Czeizler Lajos       |    |                     |

| GK                   | 1  | Léopold Gernaey         |
| DF                   | 2  | Marcel Dries            |
| DF                   | 3  | Alfons Van Brandt       |
| DF                   | 4  | Constant Huysmans       |
| MF                   | 5  | Louis Carré             |
| MF                   | 6  | Victor Mees             |
| FW                   | 11 | Joseph Mermans          |
| FW                   | 10 | Léopold Anoul           |
| FW                   | 9  | Henri Coppens           |
| FW                   | 15 | Hippolyte Van Den Bosch |
| FW                   | 16 | Pieter Van Den Bosch    |
| Szövetségi kapitány: |    |                         |
| Doug Livingstone     |    |                         |

### Anglia – Svájc
| 1954, június 20. 17: 10 (CET) |

| Anglia                 | 2–0               | Svájc |
| ---------------------- | ----------------- | ----- |
| Mullen 43' Wilshaw 69' | (1–0) Jegyzőkönyv |       |

| Wankdorfstadion, Bern Nézőszám: 45 000 Játékvezető: Zsolt István (magyar) Asszisztensek: José Vieira da Costa (portugál), Vasa Stefanović (jugoszláv) |

| Anglia | Svájc |

|                      |    |                 |
| GK                   | 1  | Gil Merrick     |
| RB                   | 2  | Ron Staniforth  |
| LB                   | 3  | Roger Byrne     |
| RH                   | 14 | Bill McGarry    |
| CH                   | 4  | Billy Wright    |
| LH                   | 6  | Jimmy Dickinson |
| OR                   | 11 | Tom Finney      |
| IR                   | 8  | Ivor Broadis    |
| CF                   | 10 | Tommy Taylor    |
| IL                   | 15 | Dennis Wilshaw  |
| OL                   | 17 | Jimmy Mullen    |
| Szövetségi kapitány: |    |                 |
| Walter Winterbottom  |    |                 |

| GK                   | 2  | Eugène Parlier   |
| DF                   | 7  | André Neury      |
| DF                   | 4  | Roger Bocquet    |
| MF                   | 14 | Willy Kernen     |
| MF                   | 10 | Oliver Eggimann  |
| MF                   | 8  | Heinz Bigler     |
| FW                   | 20 | Eugen Meier      |
| FW                   | 22 | Roger Vonlanthen |
| FW                   | 15 | Charles Antenen  |
| FW                   | 16 | Robert Ballaman  |
| FW                   | 17 | Jacques Fatton   |
| Szövetségi kapitány: |    |                  |
| Karl Rappan          |    |                  |

### Rájátszás: Svájc – Olaszország
| 1954, június 23. 18: 00 (CET) |

| Svájc                                | 4–1               | Olaszország |
| ------------------------------------ | ----------------- | ----------- |
| Hügi 14' 85' Ballaman 48' Fatton 90' | (1–0) Jegyzőkönyv | Nesti 67'   |

| Wankdorfstadion, Bern Nézőszám: 45 000 Játékvezető: Mervyn Griffiths (walesi) Asszisztensek: José Vieira da Costa (portugál), William Ling (angol) |

| Svájc | Olaszország |

|                      |    |                  |
| GK                   | 2  | Eugène Parlier   |
| DF                   | 7  | André Neury      |
| DF                   | 4  | Roger Bocquet    |
| MF                   | 14 | Willy Kernen     |
| MF                   | 10 | Oliver Eggimann  |
| MF                   | 9  | Charles Casali   |
| FW                   | 15 | Charles Antenen  |
| FW                   | 22 | Roger Vonlanthen |
| FW                   | 18 | Josef Hügi       |
| FW                   | 16 | Robert Ballaman  |
| FW                   | 17 | Jacques Fatton   |
| Szövetségi kapitány: |    |                  |
| Karl Rappan          |    |                  |

| GK                   | 12 | Giovanni Viola      |
| DF                   | 13 | Ardico Magnini      |
| DF                   | 3  | Giovanni Giacomazzi |
| MF                   | 15 | Giacomo Mari        |
| MF                   | 5  | Omero Tognon        |
| MF                   | 6  | Fulvio Nesti        |
| FW                   | 7  | Ermes Muccinelli    |
| FW                   | 8  | Egisto Pandolfini   |
| FW                   | 11 | Benito Lorenzi      |
| FW                   | 17 | Armando Segato      |
| FW                   | 21 | Amleto Frignani     |
| Szövetségi kapitány: |    |                     |
| Czeizler Lajos       |    |                     |